# Lepanthes vinacea
Lepanthes vinacea är en orkidéart som beskrevs av Henry August Hespenheide. Lepanthes vinacea ingår i släktet Lepanthes och familjen orkidéer.
Artens utbredningsområde är Jamaica. Inga underarter finns listade i Catalogue of Life.